# Tarasjärv
Tarasjärv är en sjö i Överkalix kommun i Norrbotten och ingår i Kalixälvens huvudavrinningsområde. Sjön har en area på 0,215 kvadratkilometer och ligger 68,9 meter över havet. Sjön avvattnas av vattendraget Pojmisbäcken.

## Delavrinningsområde
Tarasjärv ingår i det delavrinningsområde (738364-182207) som SMHI kallar för Ovan Stenträskbäcken. Medelhöjden är 103 meter över havet och ytan är 29,7 kvadratkilometer. Det finns inga avrinningsområden uppströms utan avrinningsområdet är högsta punkten. Pojmisbäcken som avvattnar avrinningsområdet har biflödesordning 3, vilket innebär att vattnet flödar genom totalt 3 vattendrag innan det når havet efter 91 kilometer. Avrinningsområdet består mestadels av skog (66 procent) och sankmarker (28 procent). Avrinningsområdet har 0,22 kvadratkilometer vattenytor vilket ger det en sjöprocent på 0,7 procent.